# Paronihija
Paronihija je gnojenje uz rub nokta. bakterije najčešće ulaze kroz sitne ozljede, te se javlja infekcija uz crvenilo i oticanje, kasnije se javlja i gnojem ispunjen mjehur uz rub nokta

## Liječenje
Dio nokta ispod kojeg je proširena gnojna upala i gnojni mjehur treba operacijski odstraniti.
|  | Molimo pročitajte upozorenje o korištenju medicinskih informacija. Ne provodite liječenje bez savjetovanja s liječnikom! |